# Махалля
Махалля́ або махалла́ (коротше маалла), також гуза́р (араб. محلة maHálla — «перевалочна станція», «привал»; «табір»; «міський квартал», від араб. حل Hálla «розв'язувати», «розплутувати»; тур. Mahalle, узб. Mahalla; уйг. مەھەللە / мәһәллә) — в ісламських країнах частина міста розміром з квартал, жителі якого здійснюють місцеве самоврядування. Як правило, центром такого кварталу — махаллі — є мечеть, яка є свого роду культурним центром, в якому проходять п'ятничні збори населення махаллі і здійснюється урочиста п'ятнична молитва — намаз.
У сучасному розумінні в Узбекистані, центральноазіатських державах колишнього СРСР, а також у Східному Туркестані в уйгурів під «махалля», як правило, розуміється традиційний соціальний інститут общинного типу або квартальна форма організації суспільного життя. Тобто це квартал або мікрорайон, жителі якого здійснюють місцеве самоврядування шляхом вибору комітету махаллі та його голови, які вирішують питання організації побуту і дозвілля жителів своєї махаллі, а також несуть відповідальність перед вищими органами міського управління за забезпечення правопорядку у своїй махаллі.
Поет, письменник XI століття Насір Хосров у своєму творі «Сафар-наме» («Записки мандрівника»), подорожуючи з 1043 по 1052 рік країнами Близького Сходу і здійснюючи Хадж до Мекки, писав — «місто Каїр складається з 10 махаллей». Це свідчить про те, що поняття «махалля» на Сході існує вже багато століть.

## Звичаї
На території махаллі, як правило, розташована мечеть — своєрідний громадський, культурний і духовний центр. А з початку XIX століття вперше в Бухарі, а потім повсюдно поширилася альтернатива мечеті — чайхана. З тих пір у всіх махалля культурним і громадським центром стала також чайхана.
До Жовтневої революції в мечетях п'ять разів на день жителі махаллі (чоловіки) здійснювали намаз. Між молитвами проводилися заняття для хлопчиків. Таким чином махалля не була релігійною організацією, проте сприяла поширенню традиційних ісламських ідей, а в єврейських махалля ідей юдаїзму, що, своєю чергою, сприяло об'єднанню жителів махаллі в плані побуту, традиції, моралі тощо.
Територію махаллі визначали за голосом муедзина, який запрошував на молитву, до будинку, куди доходив його голос. Але махалля була не тільки територіальною одиницею, її жителі пов'язані між собою спорідненістю, професією, особистим знайомством і об'єднувалися у своєрідну громаду. Кожен мав один про одного досить докладні й достовірні відомості. Саме в махаллі виник та існував протягом багатьох століть самобутній інститут спілкування людей, перш за все дотримання добросусідських відносин, повага старших за віком, турбота про літніх людей, дітей, хворих і традиційний спосіб взаємодопомоги, коли вся махалля бере участь в організації весіль, похорону, різних свят, коли організовують хашар для будівництва будинку тій чи іншій сім'ї, допомагають при стихійних лихах і так далі.
Раніше[коли?] кожен житель махаллі без нагадування, вранці і ввечері виробляв полив, очищення вулиць біля свого будинку. Жителі дбали про чистоту і доглянутість водойм — хауз і ариків — як основних джерел питної та поливної води. Махалля мала свої закони, один з них «шафат» — обгородити від «чужих». Якщо хтось із жителів махаллі хотів продати свій будинок, він перш за все пропонував продати цей будинок своїм родичам, потім, у разі відмови, своїм сусідам по паркану, а далі жителям махаллі. Без дотримання вищевказаної субординації господар не мав права продати свій будинок «чужим». Цей закон перешкоджав потраплянню сторонніх у махалля.

## Історія виникнення і функціонування інституту махаллі на прикладі Самарканда
Історія виникнення махалля в Самарканді та історія їх назв мають глибоке коріння. Часто махаллі утворювалися і називалися по виробничо-ремісничому принципом: Кулолоні — гончарі, Заргарон — ювеліри, Сузангарон — голкарі, Чармгарон — кожум'яки і так далі. Часто свою назву вони отримували від назв архітектурних пам'яток, що розташовані на їхній території: Рухабад, Гурі-Амір, Мадрасаї сафед тощо, а також від назви гідронімів: Обі Машат, Кош хауз. Махаллі іноді носили назви тих міст і сіл, звідки їхні жителі були колись переселені в місто, наприклад, махаллі Тошканді, Ургут, Дахбеті, Хавосі тощо.
Письмові джерела свідчать про те, що в Самарканді були такі махаллі, як «Сангтарошон», «Сабунпазон», «Мирсаидов ошік», «Бустоніхон», «Дегрезон», «Кемухгарон», «Даруй Арк», «Робіт» та інші.
На початку XX століття в Самарканді існували 103 мечеті і стільки ж махалля. Всі вони розташовувалися на території Сіабського району міста. Наприклад, до 30-х років XX століття в Самарканді існувала махалля «Кулі сафед» («Білокам'яний міст»). У махаллі була мечеть, великий базар, вона славилася розвиненими культурними традиціями. Ще в XVII столітті в тут жив і творив поет Масехо Іваз Боки. У зв'язку з розширенням спирто-горілчаного заводу в 1930-1932 роках махалля зникла. Те ж саме, але наприкінці XX століття, відбулося з махалля «Рухобад». В даний час[коли?] зберігся тільки мавзолей Рухабад, що знаходився на території махаллі.
Назви махаллі — цінний матеріал для дослідників історії виникнення і розвитку стародавнього міського господарства. Наприкінці XIX століття в місті Самарканді налічувалося 96 гузарів (махалля), в яких проживало близько 55 тисяч осіб. Як правило, в кожній махаллі середньої величини проживало від 450 до 800 осіб.
Структура і функції махаллі змінювалися з плином часу або у зв'язку з певними обставинами, але махалля зберігала принцип самоврядування на своїй території, координувала соціально-економічні взаємини жителів.
У період радянської влади інститут махаллі зберігався, але їхня діяльність жорстко контролювалася владою, а деякі функції махаллі були скасовані або зведені до мінімуму. У цей період своєї історії культурним центром махаллі стала чайхана з червоним куточком. Багато махаллей були перейменовані, була проведена реорганізація в структурі їхнього управління. У результаті всього цього старі назви цих махалля в даний час[коли?] майже не згадуються. Наприклад, махалля під назвою «Хон Саїд імом», де в XVII столітті жив поет Мулло Моне, була у ХХ столітті перейменована в квартал «Іттіфок-60», і тепер[коли?] стару назва майже ніхто не знає.

## Про історію інституту махалля в Ташкенті
У Ташкенті махалля спочатку виникли як квартали ремісників, тому вони і носили відповідні назви: махалля Заргаров — махалля ювелірів, махалля Дегрез — махалля ливарників, махалля Укчі — махалля виготовлювачів стріл (або куль), ткачів, будівельників, гончарів тощо. Зі зростанням міста в ньому стали з'являтися махаллі, які одержували назви за етнічною ознакою — Тюрк-махалля, Таджик-махалля, Узбек-махалля тощо. У зв'язку зі зростанням населення міста стали з'являтися висілки, які одержували відповідні назви — Тюрк-Янгі-Шахар-махалля, Кукча-Янгі-Шахар махалля і так далі. (Слово «Янгі» перекладається українською як «новий», «нова»).
Пізніше в Ташкенті у назвах махалля стали з'являтися назви тієї чи іншої місцевості, наприклад махалля Джангоп, що перекладається як «місце битви». Свою назву махалля отримала тому, що на місці, де вона виникла, у XVIII столітті відбулася битва між прихильниками Юнус-ходжі і трьома іншими правителями інших частин міста (Даха).
Кількість як самих махалля, так і домоволодінь у них змінювалося з часом. Наприклад в середині XIX століття в Шейхантаурській частині Ташкенту було 48 махалля, в Сібзарській — 38, в Бешагачській — 32, а в Кукчинській — 31 махалля. У махаллі Акмечеть в Шейхантаурській частині (Даха) Ташкента було понад 400 домоволодінь, в махаллі Караташ в Бешагачській частині міста (Даха) — 200 будинків, а в махаллі Самарканд-дарбазі в Сібзарській частини — 50 будинків.

## Махалля як основа місцевого самоврядування
Слід зазначити, що махалля в силу того, що в ній закладені демократичні принципи місцевого самоврядування, є важливою історичною цінністю, що вимагає вкрай дбайливого до себе ставлення. Будь-які непродумані експерименти з таким соціальним інститутом як махалля можуть призвести до непоправних помилок. На базі махаллі, її самобутньої структури можна успішно розвивати нові принципи місцевого самоврядування — це більш практичне і відкрите ведення справ, велика доброзичливість до людей, викорінення різних проявів бюрократизму тощо.
Саме махалля як орган самоврядування на місцях може бути основою здорового громадянського суспільства, а значить і основою сильної та демократичної держави. Варто зазначити, що існують і відмінні від викладеної вище точки зору на роль інституту махаллі в сучасному суспільстві.

## Махалля в мистецтві
- Фільм Шухрата Аббасова «Про це говорить вся махалля» (1960 рік)